# 荒井小夜子
荒井 小夜子（あらい さよこ、1975年2月18日 - ）、日本の女優、声優、歌手。
身長174cm。M.T.プロジェクトを経て、2022年からテアトル・エコー放送映画部に所属。

## 来歴
昭和音楽大学音楽学部声楽科卒業。

## 人物
バレエ歴5年、ジャズダンス歴9年、声楽歴9年、タップ歴6年。特技は日本舞踊名取。

## 出演

### 舞台
- 東宝ミュージカル「42ndストリート」（2000年、中日劇場）
- ミュージカル「クリスマス・ボックス」（2001年、青山劇場 他）
- ミュージカル「とってもゴースト」（2002年、松本市民会館 他）
- 「レ・ミゼラブル」（2007年、帝劇・博多山）
- 「ファントム」（2010年）
- 「ルードウィヒ・B」（2014年）
- ミュージカル「オリバー!」（2021年） - サリー婆さん役

### 吹き替え

#### アニメ
- アナと雪の女王（2013年、コーラス）
- アナと雪の女王 エルサのサプライズ（2015年、コーラス）
- マイリトルポニー: 新しい世界（2021年、コーラスたち）※Netflix版